# Convent de Sant Domènec (Castelló d'Empúries)
El Convent de Sant Domènec fou un antic establiment dominic fundat a la vila de Castelló d'Empúries el 1317 que mantingué una comunitat de frares fins a la seva exclaustració després de la crema de convents del 1835. Les dependències primigènies del convent estaven fora del clos murallat a ponent d'aquest en un espai de localització incerta i que, destruït o molt malmès per guerres i saquejos, a mitjans del segle xviii es construí un nou convent a la seva ubicació actual dins del clos murallat, al barri del Mercadal, entre la Plaça del Joc de la Pilota i la de Catalunya. Aquest nou convent rep també ocasionalment el nom de Palau Comtal, per creure la tradició que hi havia el solar dels senyors del Comtat d'Empúries. Avui dia les restes conventuals estan protegides com a bé cultural d'interès nacional i allotja diverses dependències municipals, entre elles el mateix ajuntament de Castelló, una llar d'avis i una biblioteca.
sobre les restes del Palau Comtal declarat. És dins l'antic nucli emmurallat de Castelló

## Arquitectura
Conjunt de planta trapezoidal format per les restes de l'antic convent, l'església adossada al nord i l'antic palau comtal. El convent està format per un claustre central envoltat per tres crugies, on antigament es localitzaven les dependències del convent. L'accés al claustre es fa a través d'unes galeries formades per sis arcs de mig punt, sustentats per grans pilars de pedra escairada i secció quadrada, decorats amb capitells d'estil toscà. Les galeries estan cobertes amb voltes d'aresta de maó pla i llunetes. Les tres crugies que l'envolten tenen les cobertes a dues vessants de teula i consten de planta baixa i dos pisos. A la primera planta de l'ala oest destaca una gran sala gòtica d'arcs diafragma de rajol, que sostenen les bigues de la teulada. Actualment es troba compartimentada per adaptar-la al nou ús de l'edifici. A la planta baixa, a la cantonada nord, es troben les escales d'accés, actualment restituïdes. L'ala est es conserva en part, ja que actualment és el lloc per accedir a l'interior del claustre, avui en dia utilitzat com a zona d'aparcament de vehicles. Es troba oberta i, per la banda nord, s'adossa a les possibles restes d'una antiga torre quadrada que hauria format part del palau, bastida amb carreus ben escairats però sense conservar el coronament.

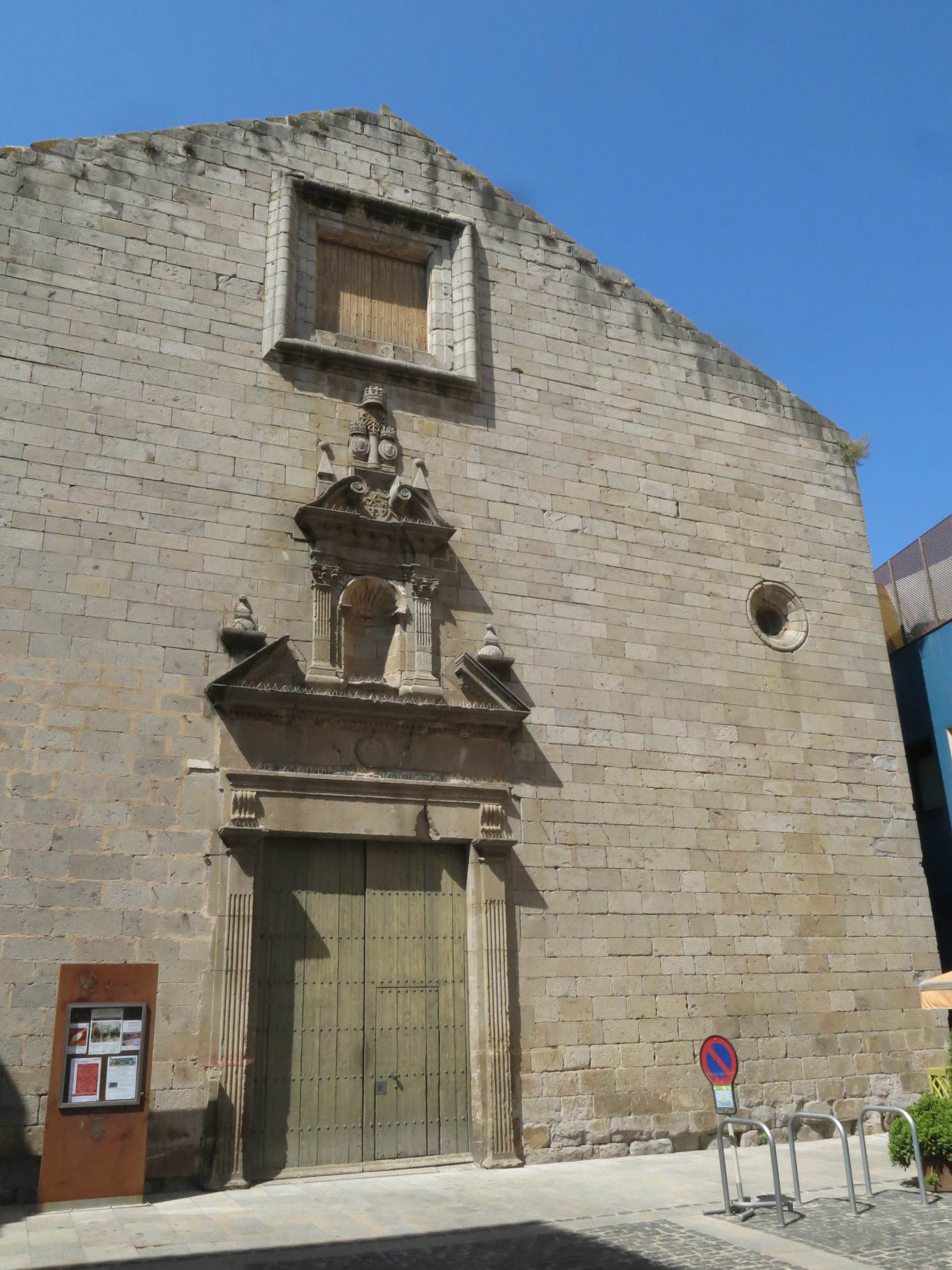
Façana de l'antiga església

L'església és de planta rectangular i està dividida en tres naus separades per pilars, amb capelles laterals cobertes amb voltes d'aresta. El creuer està cobert amb cúpula semiesfèrica recolzada en petxines. La zona del presbiteri està formada per un absis cobert amb volta de quart de cercle i un transsepte cobert amb voltes de creueria i nervis sustentats sobre mènsules. Aquestes estructures podrien correspondre a les restes de la primitiva església del palau comtal. La façana està tota bastida amb carreus de pedra ben escairats, amb una gran portalada amb llinda de pedra i dos frontons trencats sobreposats i emmarcant una fornícula flanquejada per pilastres estriades amb capitells corintis. El frontó superior està decorat amb motius propis de l'orde dels dominics. A la part superior, una gran obertura quadrada emmarcada per una gran motllura, a manera de rosassa.
Les investigacions arqueològiques efectuades arran de l'adquisició del convent a propietat municipal (1989) abans de la seva habilitació com a dependències municipals efectuades entre el 1992-93 han determinat que l'església fou construïda de bell nou, solament aprofitant el basament d'una antiga torre i un llenç de la muralla baixmedieval ensulsiada durant l'atac del pirata Barba-rossa del 1544 en terres empordaneses. Les restes d'aquesta torre foren aprofitades per a fonamentar l'absis de l'església del convent obres que s'iniciaren el 1694 més d'un segle després de la "visita" dels barbarescos, ja essent impossible el seu aprofitament defensiu pel canvi de tecnologia de fortificació propiciat per la generalització de l'ús de l'artilleria basada en la pólvora. De les restes de runa que serviren per a reblir la torre i atalussar el terreny se n'ha arribat a recuperar fragments ceràmics pintats datats dels segles XV i XVI. D'acord amb la prospecció arqueològic aquesta torre devia fer cinc metres de diàmetre intern amb uns murs de metre i mig amb diverses espitlleres del costat oest i una porta d'uns tres metres d'amplària oberta cap a l'est.

## Història
El convent de Sant Domènec es fundà l'any 1317 vora la muralla, a extramurs, al barri de Sant Marc, on se situava el portal d'Assalit, anomenat més tard portal dels Predicadors. La seva ubicació fora-muralles, com molts altres convents de la vila de Castelló, li feren sofrir els embats de les guerres i invasions que ha sofert l'Empordà al llarg de la baixa edat mitjana i moderna. Sembla que l'antic edifici fou finalment abandonat passada la Guerra dels Segadors, les restes dels quals es desconeix on són suposant-se sota les cases que hi ha avui dia al barri de Sant Marc.

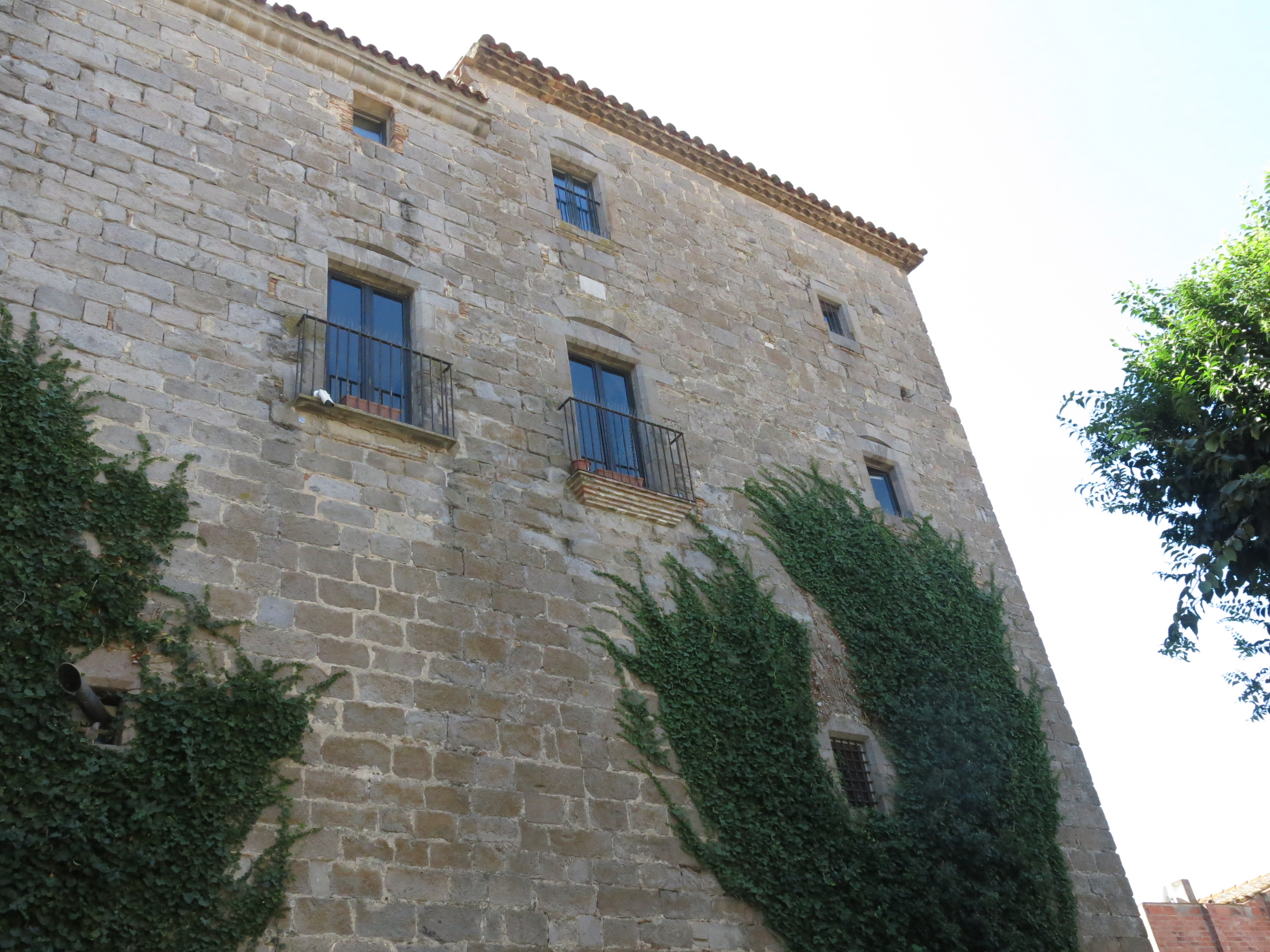
Mur de l'antic palau comtal

A la segona meitat del segle xiv s'edificà el palau comtal intramurs, però el comte Pere II el llegà als frares dominics, a la seva mort l'any 1401. La construcció del nou convent als segles XVII i XVIII (iniciada l'any 1698) incorporà una torre de la muralla i altres parts de l'edificació medieval, com la sala gòtica. A la seva banda nord té adossada una església barroca de transició al neoclassicisme datada l'any 1701. Al seu costat hi ha el claustre, a manera de pati porticat, on s'exposen algunes peces antigues, decoratives i epigràfiques.
En el primer terç del segle xix aquest convent devia ser un dels més potents econòmicament de tota la comarca essent posseïdor de 110 finques i 32 censos. La Desamortització de Mendizábal provocà un canvi de mans entre els anys 1841 i 1850 d'aquestes propietats per subhasta pública de l'estat que hom ha quantificat en més de tres milions de rals d'ingrés a les arques públiques i el pas de vuit cases i finques amb extensió de mig miler ve vessanes en bona part adquirides per membres de la florent burgesia industrial de la vila.
Després de la desamortització, el convent de Sant Domènec va tenir diferents usos com hospital, escoles, jutjat, caserna, etc. A partir de l'any 1987 l'edifici s'ha convertit en la seu de l'Ajuntament, encara que també alberga diferents serveis públics com la llar del jubilat, l'ambulatori de la seguretat social, etc.